# USS LST-221
O USS LST-221 foi um navio de guerra norte-americano da classe LST que operou durante a Segunda Guerra Mundial.